# Pikrotoksyna
Pikrotoksyna – organiczny związek chemiczny występujący w nasionach azjatyckich pnączy Anamirta cocculus, wykazujący silne działanie toksyczne.
Tworzy bezbarwne kryształy w formie igieł o temperaturze topnienia 203,5 °C, dobrze rozpuszczalne w etanolu i gorącej wodzie. Działanie toksyczne objawia się uczuciem palenia w jamie ustnej, rozszerzeniem źrenic, ślinotokiem, wymiotami, pragnieniem, zawrotami głowy, uczuciem lęku, osłabieniem i śpiączką. LD50 dla szczurów wynosi 33,3 μg/kg.
Jest niekompetytywnym antagonistą receptora GABA typu A (bloker kanału chlorkowego).